# Liste der Backsteinbauwerke der Gotik in der Ukraine
▶ Backsteinbauwerke der Gotik – Übersicht
Die Liste der Backsteinbauwerke der Gotik in der Ukraine ist eine möglichst vollständige Zusammenstellung der Bauwerke der Backsteingotik in der Ukraine und Teil des alle entsprechenden Länder Europas umfassenden Listen- und Kartenwerks Backsteinbauwerke der Gotik. Aufgenommen sind nur Bauten, an denen der Backstein irgendwo zutage tritt oder, bei geschlämmten Oberflächen, wenigstens die Backsteinstruktur von Mauerwerk erkennbar ist.
Umfang: 7 Bauwerke, da der Turm in Skeliwka ursprünglich nicht Teil der Kirche war.
Die Backsteingotik in der Ukraine gehört historisch zu zwei verschiedenen Gruppen; die katholischen oder ursprünglich katholischen Kirchengebäude sind der Backsteingotik Polens zuzurechnen, die Liubartas-Burg und orthodoxe Klostergebäude dem, was heute historisch nicht ganz korrekt als Belarussische Gotik bezeichnet wird.
| Ort                             | Bauwerk                                                                                              | Bauzeit            | Anmerkungen | Foto |
| ------------------------------- | --- | ------------------ | --- | ---- |
| Nove Misto, Rajon Staryj Sambir | katholische Dorfkirche (CC)                                                                          | 1463–1512          | |      |
| Drohobytsch                     | kath. Kirche St. Bartholomäus (CC)                                                                   | 15.–16. Jh.        | errichtet als römisch-katholische Schlosskirche                                                                                |      |
| Luzk                            | Liubartas-Burg (Ukr.: Луцький замок, Poln.: Zamek w Łucku)                                           | 1340–1383          | Gründung des wohl als Erwachsener orthodox getauften litauischen Fürsten Liubartas, Herrscher Halytsch-Wolodymyrs              |      |
| Lwiw                            | mit Vorbehalt: Lateinische Kathedrale                                                                | 14./15. Jh.        | um 1770 barockisiert, Ende 19. Jh. insbes. Presbyterium regotisiert, einzige freiliegende Backsteinpartie kann neugotisch sein |      |
| Skeliwka                        | St.-Martin-Kirche (CC)                                                                               | 15.–frühes 16. Jh. | errichtet als Schlosskirche der polnischen Kastellane von Felsztyn (Füllstein)                                                 |      |
| Skeliwka                        | ehemaliger Schlossturm                                                                               |                    | heute als Glockenturm der St.-Martin-Kirche                                                                                    |      |
| Symne                           | Kloster Symne (CC) (Lage) (Ukr.: Зимненський монастир, Pl.: Monaster Zaśnięcia Matki Bożej w Zimnem) | nach 1495          | |      |